# Børge Hansen
Børge Hansen (født 6. januar 1931 i København, Danmark) er en dansk tidligere roer.
Hansen deltog, sammen med Mogens Sørensen, Elo Tostenæs og Tage Grøndahl, i både firer uden styrmand og firer med styrmand ved OL 1956 i Melbourne. Danskerne kom ind på sidstepladsen i det indledende heat i firer uden styrmand og var dermed ude af konkurrencen. I firer med styrmand kvalificerede danskerne sig til semifinalen efter en andenplads i det indledende heat, men røg herefter ud i semifinalen, hvor de sluttede på sidstepladsen. Styrmanden i den danske båd i denne konkurrence var John Wilhelmsen.